# Bujany
Bujany (ukrainisch Буяни; russisch Буяны, polnisch Bujany) ist ein Dorf im Süden der ukrainischen Oblast Wolyn mit etwa 880 Einwohnern (2001).

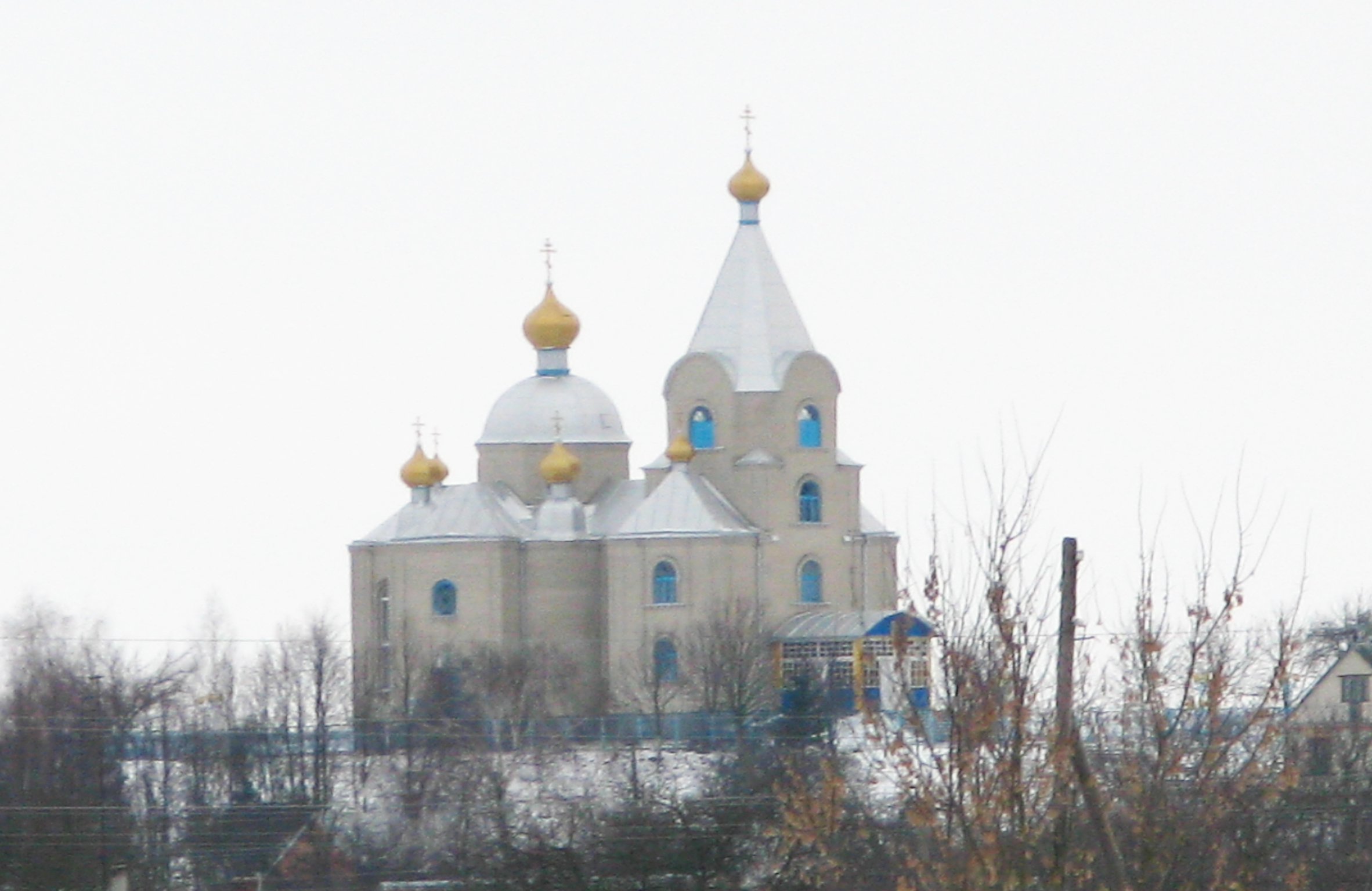
Orthodoxe Kirche im Dorf

Die 1455 gegründete Ortschaft liegt am Ufer der Serna (Серна), einem 34 km langen, linken Nebenfluss des Styr und an der Fernstraße N 22 21 km westlich vom Rajon- und Oblastzentrum Luzk. Das Dorf grenzt im Westen an die Siedlung städtischen Typs Tortschyn.
Am 29. Januar 2018 wurde das Dorf ein Teil der neugegründeten Siedlungsgemeinde Tortschyn, bis dahin bildete das Dorf zusammen mit den Dörfern Ussytschi (Усичі) und Ussytschiwski Budky (Усичівські Будки) die gleichnamige Landratsgemeinde im Westen des Rajons Luzk.